# سوافیلد
سوافیلد (به انگلیسی: Swafield) یک روستا و محله مدنی در بریتانیا است که در North Norfolk واقع شده‌است. سوافیلد ۶٫۴۳ کیلومتر مربع مساحت و ۳۱۵ نفر جمعیت دارد.